# Gabriela Enache
Gabriela Enache (n. 27 decembrie 1974) este o fostă jucătoare română de fotbal care a jucat pentru echipa națională de fotbal a României.

## Carieră
Atacanta din Brăila a jucat la Voința Brăila, Fartec Brașov, CFR Constanța, ICIM Brașov, Conpet Ploiești, Codru Chișinău, Villaputzu, Atletico Oristano și ACF Vilacidro. A câștigat campionatul României cu Fartec Brașov și de două ori cu Conpet Ploiești. Are și un titlu de campioană cu Codru Chișinău.
Cu formația din Chișinău ea a participat la primul sezon al Cupei UEFA 2001-2002 și a câștigat titlul de cea mai bună marcatoare, marcând 12 goluri.
Cu recordul de 57 de goluri în 92 de prezențe internaționale Gabriela Enache este cea mai bună marcatoare din istoria fotbalului feminin românesc.

## Palmares
- Campionatul României (3): 1995, 1999, 2000
- Campionatul Republicii Moldova (1): 2001